# سيرفينس (باد كاليه)
سيرفينس، باد كاليه (بالفرنسية: Servins)‏ هي بلدية تقع في إقليم باد كاليه من منطقة نور با دو كاليه في شمال فرنسا. تبلغ مساحة هذه المدينة 6.36 (كم²)، وترتفع عن سطح البحر 163 م، يبلغ عدد سكانها 1042 نسمة حسب إحصاء المعهد الوطني للإحصاء والدراسات الاقتصادية سنة 2009 م. وترأس Patrice Delaleu البلدية خلال فترة (2008-2014).